# Abutilon theophrasti

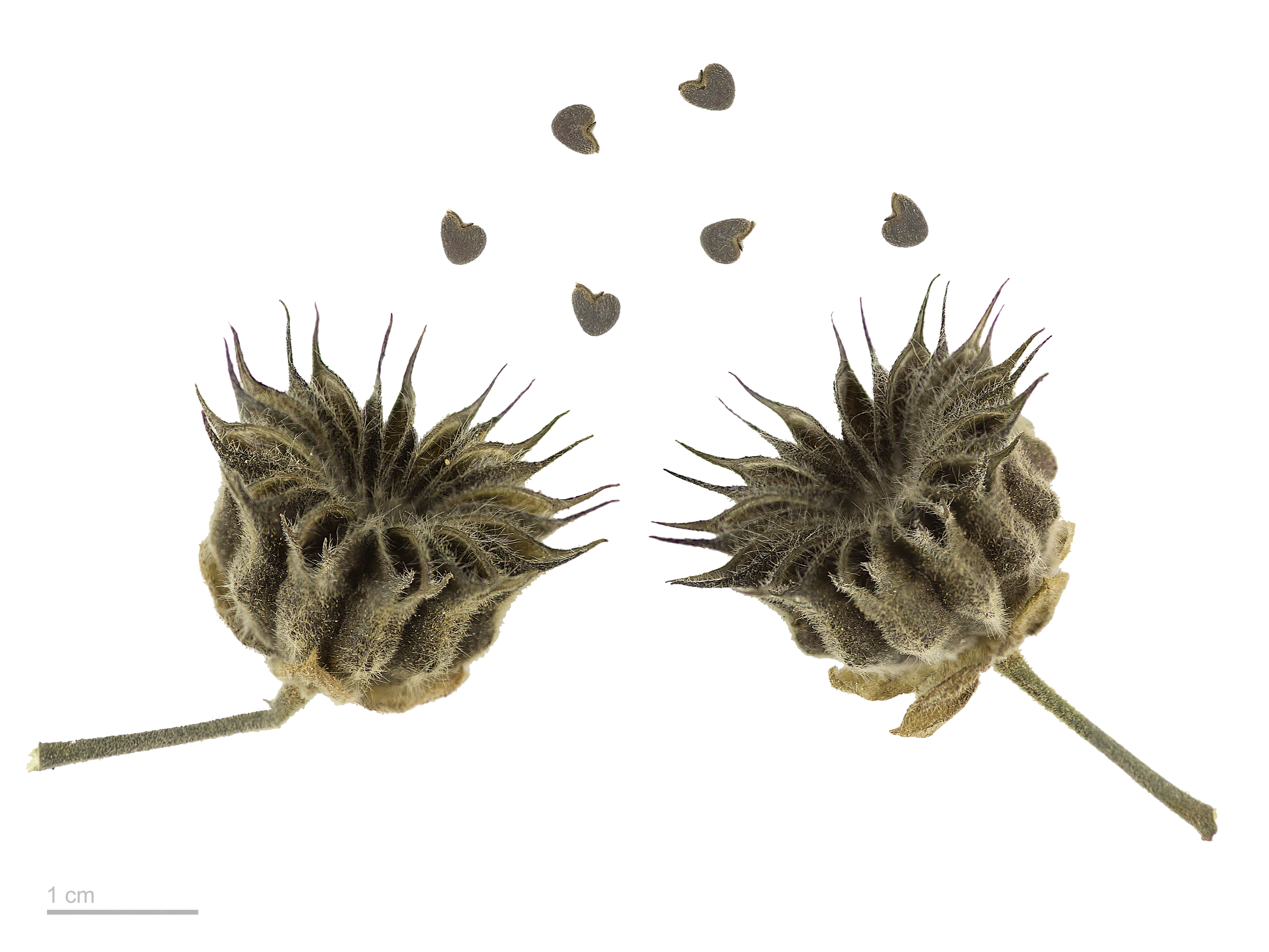
Abutilon theophrasti - MHNT

Abutilon theophrasti é uma espécie de planta do gênero Abutilon.